# منتصف الصيف (فلم)
منتصف الصيف (بالسويدية: Midsommar) هو فيلم رعب فلكوري من تأليف وإخراج آري أستر سنة 2019، وبطولة كل من فلورنس بيو وجاك رينور وويليام هاربر وفيلهلم بلومجرين وويل بولتر.
الفيلم إنتاج مشترك بين الولايات المتحدة والسويد. تم تصوير الفيلم في بودابست خلال صيف وخريف عام 2018.
تم عرض الفيلم بالولايات المتحدة في 3 يوليو 2019 عبر شركة إيه 24، وفي السويد في 10 يوليو 2019 عبر (Nordisk Film). تلقّى الفيلم مُراجعات إيجابية من النقاد، مع الثناء على المخرج أستر، وعلى أداء فلورنس بيو.

## القصة
يتحدث الفيلم عن حبيبان أمريكيان شابان يُسافران برفقة أصدقائهما إلى السويد من أجل حضور مهرجان يحدث مرة كل 90 عامًا احتفالا بعيد منتصف الصيف، لكنّ الأمر يتحول إلى كابوس ملؤه الهلاوس بعد استهدافهم من طائفة روحانية.

## روابط خارجية
- مقالات تستعمل روابط فنية بلا صلة مع ويكي بيانات
- فيلم «منتصف صيف»: دراسة الحزن في أفلام الرعب الفلكلورية
- «مُنتصف الصيف».. سينما الرعب في قالب فني

لا توجد روابط لمواقع التواصل الاجتماعي.